# Бюцов, Евгений Карлович
Евге́ний Ка́рлович Бю́цов (фр. Eugene de Bützow; 1837—1904) — русский дипломат. Выступал в роли первого постоянного представителя России в Японии, второго в Китае, а также посланника в Греции, Иране и Швеции. Тайный советник (с 1887).

## Биография
Евгений Бюцов родился в 1837 году в шведской по происхождению семье потомственных российских дипломатов Бюцовых (т. ж. Бицов, Bützow). Его отец, Карл Карлович Бюцов (1791—1852), был в 1832—1842 годах генеральным консулом в Данциге, а с 1842 года — в Генуе; двоюродный дед Николай Николаевич Бюцов (1750—1833) был поверенным в делах в Испании в 1795—1799 годах.
В 1856 году, после окончания Александровского лицея, Е. К. Бюцов стал секретарём по дипломатической части при генерал-губернаторе Восточной Сибири Н. Н. Муравьёве.
Участвовал в переговорах с Китаем, приведших к заключению Айгунского договора 1858.
С 1858 года — на службе в МИД России.
В период 1862—1873 годов работал в дипломатическом и консульских представительствах в Китае и Японии: в 1862—1865 — консул в Тяньцзине, в 1865—1869 — в Хакодате, в 1869—1870 — поверенный в делах в Китае, в 1871 стал первым русским консулом в Иокогаме, совместив эту должность с постом поверенного в делах России в Японии.
С 1873 по 1883 год — посланник в Цинской империи. Вместе с Н. К. Гирсом со стороны России и Цзэном Цзицзэ со стороны Китая подписал русско-китайский Договор об Илийском крае (1881).
С 1884 по 1889 год — посланник России в Греции.
С 1889 по 1897 год — посланник России в Иране.
С 1897 по 1904 год — чрезвычайный посланник в Стокгольме, при дворе короля Швеции и Норвегии.
Евгений Карлович Бюцов умер 17 октября 1904 года в городе Бадене. Похоронен на Новодевичьем кладбище в Санкт-Петербурге.

## Коллекция
Петербургский коллекционер А. А. Половцов, с помощью своего друга в Министерстве Иностранных Дел, предшественника Бюцова на посту посланника в Китае, А. Г. Влангали выкупил предметы китайского искусства, собранные Бюцовым в период его службы в Китае. В настоящее время они представлены в составе китайской коллекции Эрмитажа.

## Семья
Супруга — Бюцова, Елена Васильевна (урождённая Клейменова) — географ, историк (1850 — после 1913).
Дети:
- Константин (1873—1932) — окончил в 1894 году Александровский лицей; дипломат; умер в эмиграции в Кламаре (Франция). Жена: Варвара Евгеньевна Есаулова. Их дети: Нина, Мариамна, Владимир.
- Нина (15.10.1875—1965) — жена Боткина Сергея Дмитриевича, секретаря посольства в Вене[6].
- Ольга (17.04.1877—1925, Берлин) — фрейлина императрицы Александры Федоровны; с 1908 г. – свитная фрейлина. В 1915 году вышла замуж за генерал-майора адмиралтейства Г. Н. Папа-Фёдорова (1865—1926)[7]. В 1919 году покинула Россию. Умерла в Берлине. Вместе с мужем похоронена на русском кладбище Берлин-Тегель[8].
- Борис (1879—1914[9]) — капитан лейб-гвардии Преображенского полка, советник Департамента личного состава и хозяйственных дел Министерства иностранных дел[10]. Его жена — Мария Павловна Юшкова (1888—1970, Германия; во втором браке — Штакельберг). Их дети: Нина, Борис, София.
- Наталья (1882—1931) — замужем за Барановским Николаем Александровичем (1886-1957). После 1917 года — в эмиграции: сначала в Германии, потом во Франции.
- Сергей (1884—1915?) — поручик лейб-гвардии Преображенского полка; погиб в сражении в Холмской губернии, похоронен на Новодевичьем кладбище в Санкт-Петербурге
- Владимир (19.07.1887, Афины—1959) — поэт-лирик, автор романсов, пианист, стал известен в среде послереволюционной парижской эмиграции, так как был великолепным аккомпаниатором.